# هموگلوبین گلیکوزیله
هموگلوبین گلیکوزیله (هموگلوبین A1c ناشتا، HbA1c, A1C، یا Hb1c؛ گاهی نیز هموگلوبین A1C یا HbA1C) یک شکل از هموگلوبین است که عمدتاً برای اندازه‌گیری شناسایی غلظت قند خون متوسط در طول دوره‌های طولانی مدت است. این در یک مسیر قندی شدن غیر آنزیمی با قرارگیری در معرض هموگلوبین به گلوکز پلاسما تشکیل می‌شود. HbA1c اندازه‌گیری جزء فروکتوزیل بتا-N-1 دی اکسی هموگلوبین است. میزان نرمال قند مقدار طبیعی هموگلوبین گلیکوزیله را تولید می‌کند. زمانی که مقدار متوسط گلوکز پلاسما را افزایش میابد، بخشی از هموگلوبین گلیکوزیله را افزایش می‌دهد در یک راه قابل پیش‌بینی است. این را به عنوان یک شاخص برای متوسط سطح قند خون بیش از ۳ ماه گذشته به کار می‌رود. قبل از اندازه‌گیری، این طول عمر سلول‌های قرمز خون است. در دیابت، مقادیر بالاتر هموگلوبین گلیکوزیله، نشان می‌دهد کنترل فقیرتر از سطح قند خون، با بیماری‌های قلبی عروقی، نفروپاتی و رتینوپاتی همراه بوده‌است. نظارت بر HbA1c در بیماران مبتلا به دیابت نوع ۱ ممکن است نتایج را بهبود بخشد.